# 黛莉達
约兰达·克里斯蒂娜·吉廖蒂（Iolanda Cristina Gigliotti 義大利語：[joˈlanda kriˈstiːna dʒiʎˈʎɔtti]；1933年1月17日—1987年5月3日），以艺名黛莉達（Dalida）知名，是一名法国歌手、演员。她能用10种不同语言演唱，既能唱抒情民谣也能唱流行歌曲。
她出生于埃及的一个意大利人家庭，1954年获选埃及小姐，并移民法国，1956年凭借《Bambino》一曲一夜爆红，随后接连不断的成功作品使得她在1960年代早期就在法国家喻户晓，并在世界巡回演出。
1970年，她开始自己出版作品，《Darla dirladada》、《Paroles, paroles》等是在此后创作的。她在1970年代后半期将迪斯科引入法国，创作了《Besame mucho》等作品，号称“迪斯科女王”（Reine du Disco）。同时，她在中东地区也以《Salma Ya Salama》、《Helwa ya baladi》等作品广受欢迎。 
1980年代，她又创作了民谣《Mourir sur scène》等。1986年拍摄了电影《第六日》。不过虽然职业生涯极其成功，她的私生活却并不顺利，丈夫自杀，两任男友也自杀身亡，最终她也在1987年吞服巴比妥类药物自杀。

## 生平
她出生于埃及王国开罗，父亲彼得罗（Pietro Gigliotti）和母亲菲洛梅娜（Filomena Giuseppina）都是意大利塞拉斯特雷塔人，父亲学过小提琴，母亲是一名女裁缝。她家一开始并不富裕，但父亲后来成为了开罗总督歌剧院的首席小提琴手，使得家境有了较大起色。但1940年二战时，其父被俘，1944年放归后性情大变，经常家暴。黛莉達在年轻时就对表演感兴趣，1954年当选埃及小姐，并代表埃及出席1955年伦敦的世界小姐比赛。
选美比赛的优胜为她开启了演艺界的大门，1954年她出演电影《The Mask of Tutankhamun》和《A Glass and a Cigarette》，并开始采用艺名“Dalila”。1954年12月25日，她离开埃及前往巴黎发展，但早期并不顺利，1955年整年都没什么工作，期间开始随大学教授罗兰·伯杰（Roland Berger）学习唱歌，两人经常吵架，但很快又和好如初。伯杰为她在香榭丽舍大街的一家叫“Le Drap d'Or”的卡巴莱餐厅找到了一份表演工作，在那里她又被“La Villa d'Este”的老板雅克·保利（Jacques Paoli）看上，请她演出，由此逐渐成名。她随后被作曲家布鲁诺·科夸特里克斯（Bruno Coquatrix）推荐到歌唱比赛上，并获得优胜，从此开始歌唱生涯。